# チャールズ・E・トバーマン
チャールズ・エドワード・トバーマン（Charles Edward Toberman、1880年2月23日 - 1981年11月10日）は、アメリカ合衆国の不動産開発業者である。カリフォルニア州ハリウッドの様々なランドマークを建設し、H・J・ホイットリーと共に「ハリウッドの父」と呼ばれている。

## 生涯

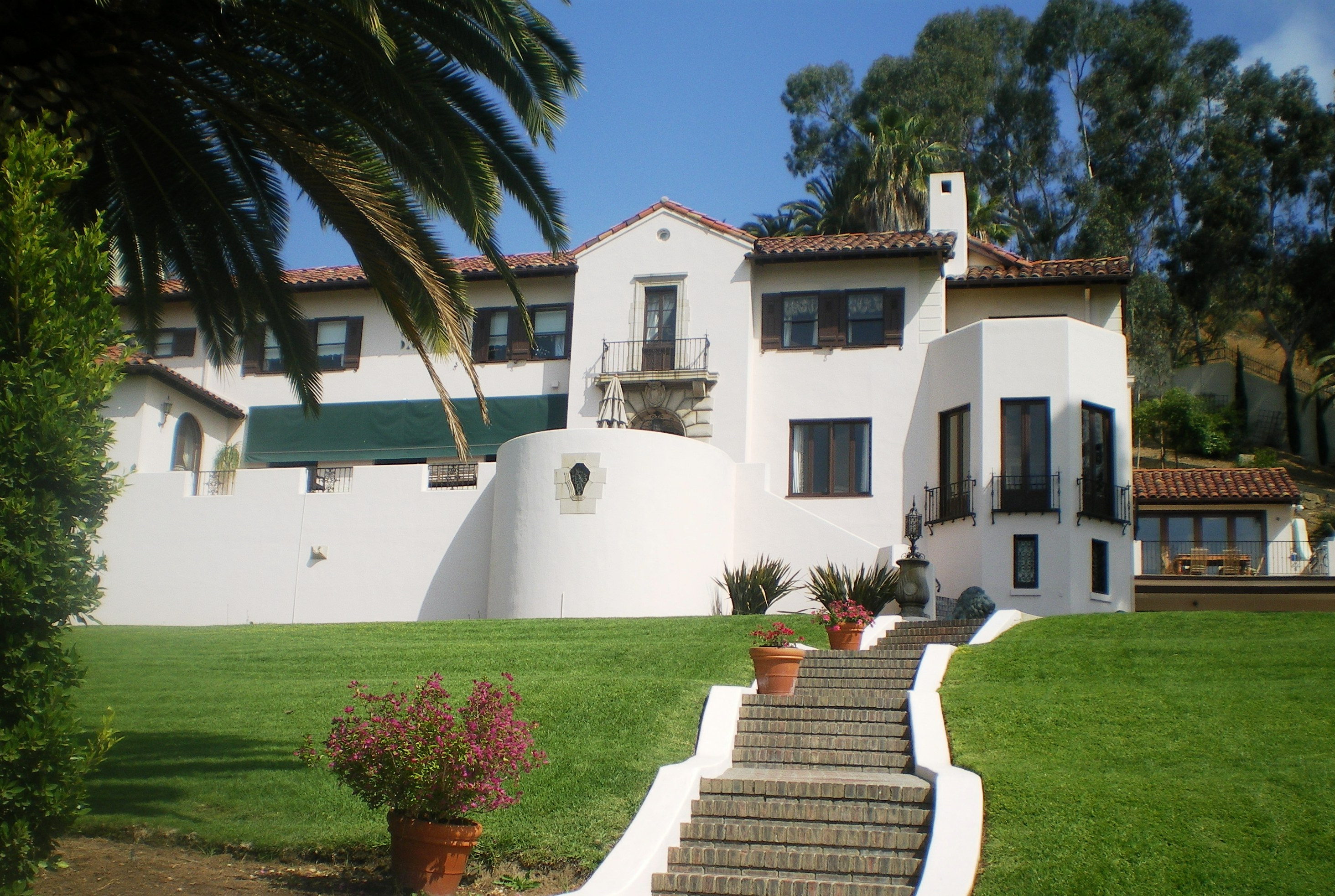
ハリウッドのカミノ・パルメロ1847番地にあるC・E・トバーマン邸

トバーマンは、1880年2月23日にテキサス州シーモアで生まれた。叔父にロサンゼルス市長のジェームズ・R・トバーマンがいる。
テキサス農工大学で3年間、テキサス州ダラスのメトロポリタン・ビジネス・カレッジで1年間学んだ。大学卒業後は速記者となり、ダラスとウィチタフォールズで働いた後、1902年にロサンゼルスに移った。ウィチタフォールズに戻って金物店を経営した後、再びロサンゼルスに戻り、ハリウッド行政当局の会計係など様々な役職を歴任した。
1907年に不動産業を始め、1912年にハリウッドで不動産会社を設立した。トバーマンはハリウッドの53の分譲地を開発し、30以上の会社や組織を設立し、29の商業ビルをハリウッドに建設した。また、引退するまでに49のクラブ、市民団体、友愛団体に参加していた。
1910年代から1920年代にかけて、興行師のシド・グローマンと共にハリウッド・ボウル、チャイニーズ・シアター、エル・キャピタン劇場、ルーズベルト・ホテル、エジプシャン・シアター、ハリウッド・メソニック・テンプルなどのハリウッドの様々なランドマークを建設した。
1924年には、ハリウッドにスペイン風建築の邸宅を建てた。1928年、ブラック＝フォックス軍事研究所を共同で設立した。
1981年11月10日、脳出血の合併症のため、101歳でハリウッドにおいて死去した。
1990年の『ロサンゼルス・タイムズ』紙の記事によると、トバーマンはハリウッド・ヒルズを開発したことから、「ミスター・ハリウッド」「ハリウッドの父」と呼ばれていた。

## 私生活
トバーマンはジョセフィン・ウォッシュバーン・ブロック(Josephine Washburn Bullock)と1902年6月25日に結婚した。ジョセフィンとの間には、ジャネット、ホーマー（1992年死去）、キャサリンの3人の子供がいる。